# Johan Dahlin (biegacz)
Bror Johan Dahlin (ur. 11 stycznia 1886 w Sundsvall, zm. 12 lipca 1927 w Sztokholmie) – szwedzki lekkoatleta specjalizujący się w biegach sprinterskich, uczestnik igrzysk olimpijskich.
W 1912 roku Dahhlin reprezentował Szwecję na V Letnich Igrzyskach Olimpijskich w Sztokholmie, startując w dwóch dyscyplinach. Na dystansie 400 metrów Szwed pobiegł w ósmym biegu eliminacyjnym. Zajmując w nim drugie miejsce, z czasem 51,0 sekundy, awansował do fazy półfinałowej. Na starcie biegu półfinałowego nie pojawił się. W sztafecie 4 × 400 metrów Dahlin biegł na drugiej zmianie. Ekipa szwedzka odpadła w eliminacjach, uzyskując czas 3:25,0.
Reprezentował barwy klubu AIK Fotboll.
Rekordy życiowe:
- bieg na 400 metrów – 51,0 (1912)